# لا لیگا ۳۶–۱۹۳۵
لا لیگا ۳۶–۱۹۳۵ هشتمین دوره از برترین سطح فوتبال اسپانیا و آخرین دوره از آن پیش از شروع جنگ داخلی اسپانیا بود که از ۱۰ نوامبر ۱۹۳۵ آغاز شد و در ۱۹ آوریل ۱۹۳۶ به پایان رسید.
اتلتیک بیلبائو با برتری دو امتیازی نسبت به رئال مادرید در صدر جدول این فصل ایستاد و برای چهارمین بار عنوان قهرمانی را به دست آورد.
به دنبال جنگ داخلی اسپانیا، لا لیگا تا فصل ۴۰–۱۹۳۹ به حال تعلیق درآمد، که این اولین و تا پیش از وقفه ایجاد شده در لا لیگا ۲۰–۲۰۱۹ به علت شیوع ویروس کرونا تنها باری بود که دسته برتر فوتبال اسپانیا با وقفه همراه می‌شد.
جنگ داخلی اسپانیا بسیاری از تیم‌ها را تحت تاثیر قرار داد و در یکی از موارد رئال اویدو با وجود قرار گرفتن در جایگاه سوم جدول در این فصل، به علت تخریب ورزشگاه خانگی نتوانست شرایط حضور در فصل آینده را به دست آورد. تصمیم گرفته شد تا یک فصل به این تیم اجازه داده شود تا زمین خود را بهبود ببخشد، و پس از آن به طور خودکار راهی لالیگا ۴۱–۱۹۴۰ شود.
یک بازی پلی آف میان دو تیم آخر جدول، اتلتیکو مادرید و اوساسونا برای تعیین جایگزین تیم رئال اویدو برگزار شد که با پیروزی ۳ بر ۱ اتلتیکو مادرید همراه بود. 

## تیم‌ها
| باشگاه                        | شهر      | ورزشگاه                 | ظرفیت  |
| ----------------------------- | -------- | ----------------------- | ------ |
| باشگاه فوتبال رئال اویدو      | ابیدو    | کارلوس تارتیره          | ۱۰٫۰۰۰ |
| باشگاه فوتبال هرکولس          | آلیکانته | کمپ باردین              | ۸٫۰۰۰  |
| باشگاه فوتبال اتلتیک بیلبائو  | بیلبائو  | سن مامس                 | ۱۳٫۰۶۵ |
| باشگاه فوتبال اتلتیکو مادرید  | مادرید   | متروپولیتانو مادرید     | ۲۲٫۰۰۰ |
| باشگاه فوتبال بارسلونا        | بارسلون  | لس کورتس                | ۲۵٫۰۰۰ |
| باشگاه فوتبال اسپانیول        | بارسلون  | سریا                    | ۱۵٫۷۷۴ |
| باشگاه فوتبال راسینگ سانتاندر | سانتاندر | ال ساردینرو             | ۹٫۵۰۰  |
| باشگاه فوتبال رئال مادرید     | مادرید   | چامارتین                | ۲۲٫۰۰۰ |
| باشگاه فوتبال اوساسونا        | پامپلونا | سن خوان                 | ۳٫۰۰۰  |
| باشگاه فوتبال رئال بتیس       | سویل     | کمپو دل پاتروناتو ابررو | ۹٫۰۰۰  |
| باشگاه فوتبال سویا            | سویل     | نرویون                  | ۱۶٫۰۰۰ |
| باشگاه فوتبال والنسیا         | والنسیا  | مستایا                  | ۱۷٫۰۰۰ |

## جدول لیگ و نتایج

### جدول لیگ
| رتبه | تیم                | بازی | برد | مساوی | باخت | گل زده | گل خورده | گل تفاضل | امتیاز | سقوط                    |
| ---- | ------------------ | ---- | --- | ----- | ---- | ------ | -------- | -------- | ------ | ----------------------- |
| ۱    | اتلتیک بیلبائو (C) | ۲۲   | ۱۴  | ۳     | ۵    | ۵۹     | ۳۳       | ۲۶+      | ۳۱     |                         |
| ۲    | رئال مادرید        | ۲۲   | ۱۳  | ۳     | ۶    | ۶۲     | ۳۵       | ۲۷+      | ۲۹     |                         |
| ۳    | رئال اویدو         | ۲۲   | ۱۲  | ۴     | ۶    | ۶۳     | ۴۷       | ۱۶+      | ۲۸     | در فصل بعد حضور نداشت.  |
| ۴    | راسینگ سانتاندر    | ۲۲   | ۱۳  | ۱     | ۸    | ۵۸     | ۴۶       | ۱۲+      | ۲۷     |                         |
| ۵    | بارسلونا           | ۲۲   | ۱۱  | ۲     | ۹    | ۳۹     | ۳۲       | ۷+       | ۲۴     |                         |
| ۶    | هرکولس             | ۲۲   | ۱۱  | ۲     | ۹    | ۳۷     | ۴۱       | ۴−       | ۲۴     |                         |
| ۷    | رئال بتیس          | ۲۲   | ۹   | ۲     | ۱۱   | ۳۱     | ۴۶       | ۱۵−      | ۲۰     |                         |
| ۸    | والنسیا            | ۲۲   | ۷   | ۵     | ۱۰   | ۳۶     | ۴۲       | ۶−       | ۱۹     |                         |
| ۹    | سویا               | ۲۲   | ۸   | ۱     | ۱۳   | ۳۶     | ۵۳       | ۱۷−      | ۱۷     |                         |
| ۱۰   | اسپانیول           | ۲۲   | ۶   | ۴     | ۱۲   | ۲۷     | ۴۸       | ۲۱−      | ۱۶     |                         |
| ۱۱   | اتلتیکو مادرید (O) | ۲۲   | ۶   | ۳     | ۱۳   | ۳۴     | ۵۰       | ۱۶−      | ۱۵     |                         |
| ۱۲   | اوساسونا (R)       | ۲۲   | ۷   | ۰     | ۱۵   | ۴۶     | ۵۵       | ۹−       | ۱۴     | سقوط به سگوندا دیویسیون |

1. ↑  رئال اویدو به دلیل وضعیت نامناسب ورزشگاه خود در بوناویستا پس از جنگ داخلی، واجد شرایط حضور در لا لیگا ۴۰–۱۹۳۹ نشد. تصمیم گرفته شد تا یک فصل به این تیم اجازه داده شود تا زمین خود را بهبود ببخشد، و پس از آن به طور خودکار راهی لالیگا ۴۱–۱۹۴۰ خواهد شد. جایگزین آنها از طریق بازی پلی آف میان دو تیم آخر جدول، اتلتیکو مادرید و اوساسونا انتخاب شد.
2. ↑  بارسلونا با توجه به امتیازات در بازی‌های رو در رو بالاتر از هرکولس قرار گرفت: هرکولس – بارسلونا ۲–۲، بارسلونا – هرکولس ۱–۰.

### جایگاه در جدول براساس هفته
| هفته / تیم      | ۱  | ۲  | ۳  | ۴  | ۵  | ۶  | ۷  | ۸  | ۹  | ۱۰ | ۱۱ | ۱۲ | ۱۳ | ۱۴ | ۱۵ | ۱۶ | ۱۷ | ۱۸ | ۱۹ | ۲۰ | ۲۱ | ۲۲ | منبع  |
| هفته / تیم      |    |    |    |    |    |    |    |    |    |    |    |    |    |    |    |    |    |    |    |    |    |    | منبع  |
| --------------- | -- | -- | -- | -- | -- | -- | -- | -- | -- | -- | -- | -- | -- | -- | -- | -- | -- | -- | -- | -- | -- | -- | ----- |
| اتلتیک بیلبائو  | ۶  | ۲  | ۶  | ۳  | ۲  | ۱  | ۱  | ۱  | ۲  | ۱  | ۲  | ۲  | ۱  | ۱  | ۲  | ۲  | ۱  | ۱  | ۱  | ۱  | ۱  | ۱  | [ ۱ ] |
| رئال مادرید     | ۳  | ۱  | ۱  | ۱  | ۱  | ۲  | ۲  | ۲  | ۱  | ۲  | ۱  | ۱  | ۲  | ۲  | ۱  | ۱  | ۲  | ۲  | ۲  | ۲  | ۲  | ۲  | [ ۱ ] |
| رئال اویدو      | ۷  | ۶  | ۸  | ۵  | ۳  | ۶  | ۵  | ۷  | ۷  | ۵  | ۵  | ۵  | ۶  | ۵  | ۴  | ۶  | ۴  | ۳  | ۳  | ۳  | ۳  | ۳  | [ ۱ ] |
| راسینگ سانتاندر | ۹  | ۳  | ۲  | ۶  | ۴  | ۳  | ۳  | ۵  | ۳  | ۶  | ۳  | ۳  | ۴  | ۴  | ۵  | ۳  | ۳  | ۴  | ۴  | ۴  | ۴  | ۴  | [ ۱ ] |
| بارسلونا        | ۸  | ۴  | ۳  | ۲  | ۵  | ۴  | ۶  | ۴  | ۴  | ۷  | ۴  | ۴  | ۳  | ۳  | ۳  | ۴  | ۵  | ۶  | ۵  | ۶  | ۵  | ۵  | [ ۱ ] |
| هرکولس          | ۱۰ | ۱۲ | ۹  | ۹  | ۱۰ | ۹  | ۷  | ۶  | ۵  | ۳  | ۶  | ۶  | ۵  | ۶  | ۶  | ۵  | ۶  | ۵  | ۶  | ۵  | ۶  | ۶  | [ ۱ ] |
| رئال بتیس       | ۲  | ۸  | ۴  | ۴  | ۷  | ۵  | ۴  | ۳  | ۶  | ۴  | ۷  | ۷  | ۷  | ۸  | ۸  | ۸  | ۸  | ۷  | ۸  | ۷  | ۷  | ۷  | [ ۱ ] |
| والنسیا         | ۱  | ۵  | ۷  | ۱۰ | ۹  | ۱۰ | ۱۰ | ۱۰ | ۹  | ۹  | ۹  | ۹  | ۸  | ۷  | ۷  | ۷  | ۷  | ۸  | ۷  | ۸  | ۸  | ۸  | [ ۱ ] |
| اسپانیول        | ۴  | ۱۰ | ۵  | ۸  | ۶  | ۸  | ۹  | ۹  | ۱۰ | ۸  | ۱۰ | ۱۰ | ۱۰ | ۱۰ | ۱۰ | ۱۰ | ۹  | ۱۰ | ۱۰ | ۹  | ۹  | ۹  | [ ۱ ] |
| سویا            | ۱۲ | ۱۱ | ۱۲ | ۱۲ | ۱۱ | ۱۱ | ۱۱ | ۱۲ | ۱۲ | ۱۲ | ۱۲ | ۱۲ | ۱۲ | ۱۲ | ۱۲ | ۱۲ | ۱۲ | ۱۲ | ۱۲ | ۱۲ | ۱۲ | ۱۰ | [ ۱ ] |
| اتلتیکو مادرید  | ۵  | ۹  | ۱۱ | ۱۱ | ۱۲ | ۱۲ | ۱۲ | ۱۱ | ۱۱ | ۱۱ | ۱۱ | ۱۱ | ۱۱ | ۱۱ | ۱۱ | ۱۱ | ۱۱ | ۱۱ | ۱۱ | ۱۱ | ۱۰ | ۱۱ | [ ۱ ] |
| اوساسونا        | ۱۱ | ۷  | ۱۰ | ۷  | ۸  | ۷  | ۸  | ۸  | ۸  | ۱۰ | ۸  | ۸  | ۹  | ۹  | ۹  | ۹  | ۱۰ | ۹  | ۹  | ۱۰ | ۱۱ | ۱۲ | [ ۱ ] |

### نتایج
| میزبان / مهمان  | اتلتیک بیلبائو | اتلتیکو مادرید | بارسلونا | رئال بتیس | اسپانیول | هرکولس | رئال مادرید | اوساسونا | رئال اویدو | راسینگ سانتاندر | سویا | والنسیا | منبع         |
| --------------- | -------------- | -------------- | -------- | --------- | -------- | ------ | ----------- | -------- | ---------- | --------------- | ---- | ------- | ------------ |
| اتلتیک بیلبائو  | —              | ۳–۱            | ۵–۲      | ۷–۰       | ۵–۲      | ۵–۳    | ۱–۰         | ۲–۰      | ۴–۲        | ۶–۱             | ۴–۱  | ۳–۲     | BDFútbol.com |
| اتلتیکو مادرید  | ۱–۲            | —              | ۰–۳      | ۵–۰       | ۳–۲      | ۱–۲    | ۲–۳         | ۲–۰      | ۳–۰        | ۱–۰             | ۲–۳  | ۲–۲     | BDFútbol.com |
| بارسلونا        | ۲–۰            | ۵–۱            | —        | ۱–۰       | ۲–۰      | ۱–۰    | ۰–۳         | ۵–۰      | ۵–۲        | ۲–۳             | ۴–۱  | ۰–۰     | BDFútbol.com |
| رئال بتیس       | ۱–۲            | ۳–۰            | ۲–۰      | —         | ۳–۰      | ۱–۱    | ۱–۱         | ۵–۱      | ۱–۲        | ۳–۱             | ۱–۰  | ۳–۰     | BDFútbol.com |
| اسپانیول        | ۲–۰            | ۲–۳            | ۱–۰      | ۳–۰       | —        | ۳–۲    | ۳–۰         | ۳–۰      | ۱–۵        | ۱–۱             | ۶–۱  | ۳–۲     | BDFútbol.com |
| هرکولس          | ۱–۰            | ۲–۱            | ۲–۲      | ۳–۰       | ۲–۱      | —      | ۰–۱         | ۱–۰      | ۱–۰        | ۴–۱             | ۲–۱  | ۲–۰     | BDFútbol.com |
| رئال مادرید     | ۲–۲            | ۳–۱            | ۳–۰      | ۵–۱       | ۶–۰      | ۵–۱    | —           | ۶–۲      | ۵–۴        | ۲–۴             | ۳–۳  | ۴–۱     | BDFútbol.com |
| اوساسونا        | ۴–۱            | ۴–۰            | ۰–۱      | ۶–۰       | ۶–۱      | ۳–۰    | ۱–۴         | —        | ۴–۵        | ۳–۱             | ۶–۳  | ۲–۳     | BDFútbol.com |
| رئال اویدو      | ۳–۳            | ۴–۱            | ۲–۱      | ۲–۳       | ۵–۲      | ۵–۲    | ۱–۰         | ۵–۲      | —          | ۴–۲             | ۰–۰  | ۴–۳     | BDFútbol.com |
| راسینگ سانتاندر | ۲–۱            | ۵–۲            | ۴–۰      | ۵–۱       | ۴–۰      | ۴–۲    | ۴–۳         | ۳–۱      | ۲–۶        | —               | ۳–۰  | ۶–۲     | BDFútbol.com |
| سویا            | ۰–۲            | ۱–۱            | ۲–۱      | ۱–۰       | ۲–۰      | ۱–۲    | ۲–۱         | ۲–۰      | ۱–۱        | ۱–۲             | —    | ۱–۲     | BDFútbol.com |
| والنسیا         | ۱–۱            | ۱–۱            | ۱–۲      | ۰–۲       | ۱–۰      | ۵–۲    | ۱–۲         | ۲–۱      | ۱–۱        | ۱–۰             | ۵–۰  | —       | BDFútbol.com |

## بازی پلی آف
پس از جنگ داخلی در اسپانیا، رئال اویدو از حضور در لا لیگا ۴۰–۱۹۳۹ بازماند بنابراین جایگزین آنها از طریق بازی پلی آف میان دو تیم آخر جدول، اتلتیکو مادرید و اوساسونا انتخاب شد.
| تیم ۱          | نتیجه | تیم ۲    |
| -------------- | ----- | -------- |
| اتلتیکو مادرید | ۳–۱   | اوساسونا |

### جایزه پیچیچی

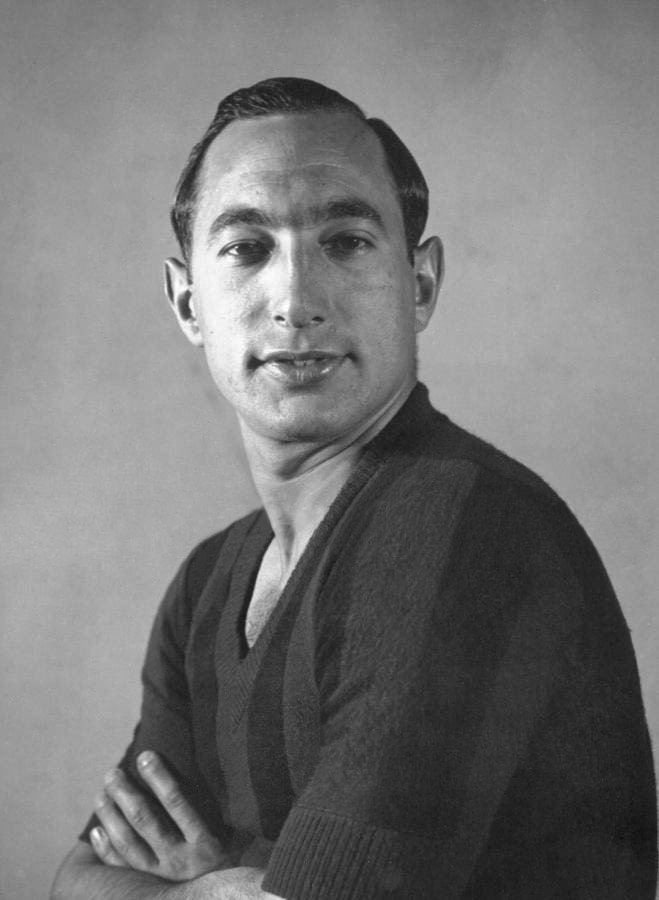
ایسیدرو لانگارا، بهترین گلزن لا لیگا ۳۶–۱۹۳۵

## آمار فصل

### گلزنان برتر
| رتبه | بازیکن            | تیم             | گل |
| ---- | ----------------- | --------------- | -- |
| ۱    | ایسیدرو لانگارا   | رئال اویدو      | ۲۸ |
| ۲    | باتا              | اتلتیک بیلبائو  | ۲۱ |
| ۳    | ایلدفونسو سانیودو | رئال مادرید     | ۲۰ |
| ۳    | خولیان ورگارا     | اوساسونا        | ۲۰ |
| ۵    | آنتونیو چاس       | راسینگ سانتاندر | ۱۵ |
| ۸    | خوسه اسکولا       | بارسلونا        | ۱۳ |
| ۸    | هرریتا            | رئال اویدو      | ۱۳ |
| ۸    | میلوچو            | راسینگ سانتاندر | ۱۳ |
| ۹    | امیلیو بلازکوئز   | هرکولس          | ۱۲ |

| گلزنان            | گل | تیم            |
| ----------------- | -- | -------------- |
| ایسیدرو لانگارا   | ۲۷ | رئال اویدو     |
| باتا              | ۲۱ | اتلتیک بیلبائو |
| ایلدفونسو سانیودو | ۲۰ | رئال مادرید    |
| مدرانو ورگارا     | ۱۹ | اوساسونا       |

## یادداشت
1. ↑  طبق آمار LFP، به نام ایسیدرو لانگارا ۲۸ گل ثبت شده است. تحقیقات مستقل به وسیله ویسنته مارتینز کالاتراوا در اثر منتشر شده از او با نام Historia y estadística del fútbol español نشان می‌دهد که این بازیکن ۲۷ گل به ثمر رسانده است.
2. ↑  طبق آمار LFP، به نام ایلدفونسو سانیودو و خولیان ورگارا ۲۰ گل ثبت شده است. تحقیقات مستقل به وسیله ویسنته مارتینز کالاتراوا در اثر منتشر شده از او با نام Historia y estadística del fútbol español نشان می‌دهد که سانیودو ۲۱ گل به ثمر رسانده است.
3. ↑  طبق آمار LFP، به نام آنتونیو چاس ۱۵ گل ثبت شده است. تحقیقات مستقل به وسیله ویسنته مارتینز کالاتراوا در اثر منتشر شده از او با نام Historia y estadística del fútbol español نشان می‌دهد که این بازیکن ۱۷ گل به ثمر رسانده است.